# Noord-Brabants
Noord-Brabants is de naam voor een groep Nederlandse dialecten die in Noord-Brabant worden gesproken.

## Afbakening[1]
De hoofdafbakening aan de noord- en westzijde (Zeeuws, Westhoeks Zuid-Hollands en Utrechts-Alblasserwaards) is de jij/gij-isoglosse. De grens met het verwante Zuid-Gelders in het noordoosten is de zuidelijke heget- en doeget-vorm van "heeft" en "doet". De oostgrens met de Brabants-Limburgse overgangsdialecten is bepaald door de diftongeringlijn (ijs/ies). De grens met het Limburgs is de Uerdingerlijn (ik/ich). Jo Daan liet de zuidgrens van het Noord-Brabants samenvallen met de rijksgrens.

## Alternatieve indelingen
Het Woordenboek van de Brabantse Dialecten hanteert een meer gedetailleerde indeling van het Brabants die gebaseerd is op onderzoek van de Brabantse dialectwetenschapper Toon Weijnen; het Baronies (rond Breda) of het Markiezaats (rond Bergen op Zoom) was/is aan beide zijden van de grens nagenoeg hetzelfde, met name in een aantal gemeenten van de (Belgische) Noorderkempen. Samen met het Antwerps worden deze dialecten ook wel onder het Noordwest-Brabants geschaard.